# Afroneta bamilekei
Afroneta bamilekei är en spindelart som beskrevs av Robert Bosmans 1988. Afroneta bamilekei ingår i släktet Afroneta och familjen täckvävarspindlar.
Artens utbredningsområde är Kamerun. Inga underarter finns listade i Catalogue of Life.